# Pedró recordatori d'Álvarez de Castro
Pedró recordatori d'Álvarez de Castro és un monument del municipi de Figueres (Alt Empordà) inclòs en l'Inventari del Patrimoni Arquitectònic de Catalunya.

## Descripció
Monument situat al final del passeig que mena al castell de Sant Ferran, recinte d'índole militar i, actualment, en funció de presó militar. Consta d'un obelisc erigit sobre una base rectangular, semblant a una tomba. Presenta al monòlit la inscripció: "AL GENERAL ALVAREZ DE CASTRO, DEFENSOR DE GERONA, muerto en este castillo. Pasajero, decúbrete y piensa en la Patria". Es troba envoltat per un perímetre delimitat per cadenes. A l'interior del "castell" -i, per tant, no pas visitable sense autorització- hi ha, la petita cambra que serví de calabós o cel·la de càstig per al general Alvarez de Castro.

## Història
Consta en el volum "Prov. de Gerona" (Barna., s.d.), de la "Geog. Gral de Cat.", escrit per J.Botet i Sisó: "Cal fer memòria d'haver-hi tingut (al "castell" de Sant Ferran, o de Figueres) los francesos presoner i d'haver mort en ell, lo dia 22 de gener de l'any 1810, lo defensor de Gerona, general D.Mariano Alvarez de Castro, se creu no de mort natural, i així ho afirmava una inscripció que manà posar lo general Castaños en l'estança destinada al presoner en los estables del castell, que deia així: "Murió envenenado en esta estancia/ el gobernador de Gerona/ don Mariano Alvarez de Castro/ cuyos heroicos hechos/ vivirán eternamente/ en la memoria de los buenos./Mandó colocar esta lápida/ el Excmo. Sr. D Francisco Javier de Castaños/ Capitán General del Ejército de la erecha./ Año de 1815."